# Ordre du Mérite (Égypte)
Pour les articles homonymes, voir Ordre du Mérite.
L'ordre du Mérite, également ordre du Mérite civil, est une décoration égyptienne fondée en 1953.

## Histoire
L'ordre du Mérite a été fondé par le régent au nom du roi Fouad II en 1953 en tant que récompense générale pour services méritoires.

## Les classes
| Rubans    | Rubans   | Rubans     | Rubans         | Rubans      | Rubans |
| --------- | -------- | ---------- | -------------- | ----------- | ------ |
| Chevalier | Officier | Commandeur | Grand officier | Grand croix |        |